# Dolní Lutyně (przystanek kolejowy)
Dolní Lutyně – przystanek kolejowy w Lutyni Dolnej w kraju morawsko-śląskim w Czechach. Znajduje się na wysokości 205 m n.p.m.

## Historia
Przystanek powstał w 1939 roku w pobliżu osiedla Nieród, od którego początkowo otrzymał nazwę. Został zmodernizowany podczas elektryfikacji linii kolejowej. Przystanek posiada perony zlokalizowane po zewnętrznej stronie torowiska. Podczas modernizacji w 2010 roku wybudowano ekrany akustyczne i zamontowano wiaty przystankowe.